# Futabasha

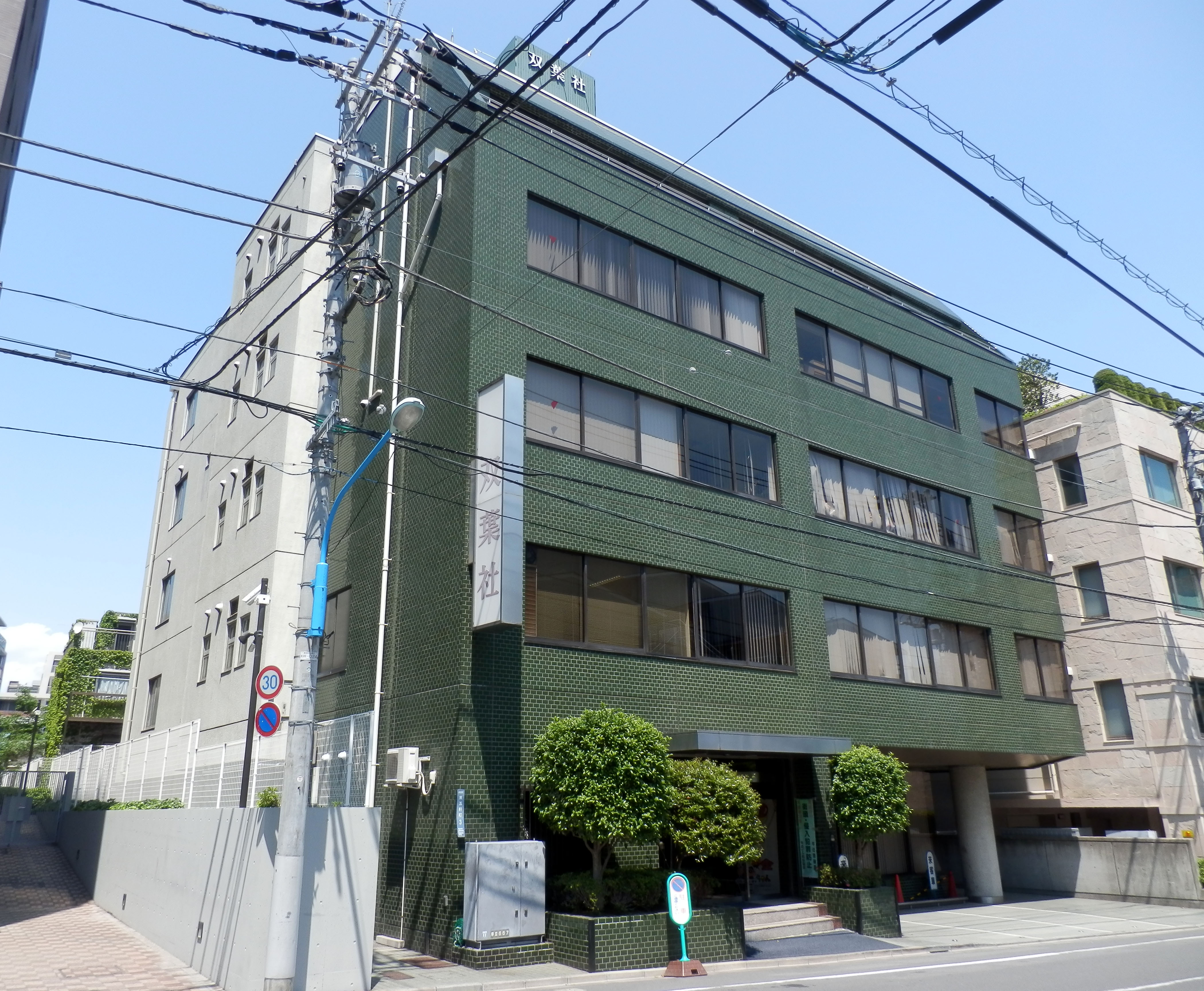
Siège des éditions Futabasha à Shinjuku.

Futabasha Publishers Ltd. (株式会社双葉社, Kabushiki gaisha Futabasha) est une maison d'édition japonaise créée en mai 1948 et publiant majoritairement des mangas.

## Magazines
- A-ZERO (Action Zero)
- Comic High! (コミック・ハイ!, Komikku Hai!?)
- COMIC SEED! (コミックシード!?)
- Weekly Manga Action (漫画アクション?)
- Manga Action (漫画アクション, Manga Akushon?), anciennement Weekly Manga Action
- Monthly Action (月刊アクション, Gekkan Akushon?)

## Mangas édités par Futabasha (liste non exhaustive)
- 2001 Night (2001夜物語, 2001 Ya Monotogari?) de Yukinobu Hoshino
- Au temps de Botchan (坊っちゃん」の時代, Botchan no Jidai?) de Jirō Taniguchi
- Baito-kun (バイトくん, Baito-kun?) de Hisaichi Ishii
- Boing Boing !! (モーレツ!ボイン先生, Mo-Retsu! Boin Sensei?) de Hidemaru
- Coq de combat (軍鶏, Shamo?) d'Izō Hashimoto et Akio Tanaka.
- Cutey Honey (キューティーハニー?)  de Gō Nagai
- Dakkan (奪還?) de Souichi Moto et Toru Hasuike
- Oruchuban Ebichu (おるちゅばんエビちゅ?) de Risa Itō
- Elle s'appelait Tomoji (とも路, Tomoji) de Jirō Taniguchi
- Ganbare!! Tabuchi-kun!! (がんばれ!!タブチくん!!?) de Hisaichi Ishii
- Girl Friends (ガールフレンドス?) de Milk Morinaga
- Kodomo no jikan (こどものじかん?) de Kaworu Watashiya
- Ladyboy vs Yakuzas, L'île du désespoir (絶望の犯島―100人のブリーフ男vs1人の改造ギャル, Zetsubō no Hantō - Hyakunin no brief otoko to hitori no kaizō girl?) de Toshifumi Sakurai
- Megami no Carnaval (女神のカルナバル, Megami no karunabaru?)
- Megumi (めぐみ?)
- Mes voisins les Yamada (ののちゃん, Nono-chan?)  de Hisaichi Ishii
- My Pure Lady (マイピュアレディ?)
- Old Boy (オールド・ボーイ?) de Garon Tsuchiya et Nobuaki Minegishi
- Revenge Classroom (復讐教室, Fukushū Kyōshitsu?) de Karusu Yamazaki et Ryu Kaname
- Shin-chan (クレヨンしんちゃん, Kureyon Shinchan?) de Yoshito Usui